# Mono
 For alternative betydninger, se Mono (flertydig). (Se også artikler, som begynder med Mono)
Mono betyder enkelt. Monofonisk lyd eller bare monolyd er lyd via en enkel kanal/højttaler. Monofonisk lyd giver ikke nogen rumlig fornemmelse som stereofoni eller især Quadrofoni gør.
 Der er for få eller ingen kildehenvisninger i denne artikel, hvilket er et problem. Du kan hjælpe ved at angive troværdige kilder til de påstande, som fremføres i artiklen.

| Lyd og billede | Spire Denne artikel om billed- og lydteknologi er en spire som bør udbygges. Du er velkommen til at hjælpe Wikipedia ved at udvide den. |